# Hynobius mikawaensis
Hynobius mikawaensis é uma espécie de anfíbio caudado da família Hynobiidae. O seu estado de conservação ainda não foi avaliado pela Lista Vermelha da UICN. Está presente no Japão.